# Vadnai Béla (közgazdász)
Vadnai Béla, születési nevén Weltman Béla (Homonna, 1894. május 14. – Budapest, 1943. november 19.) közgazdasági író, statisztikus. 

## Élete
Vadnai (Weltman) Dávid tanító és Friedmann Fanni (1867–1944) fia. Pályafutását az első világháború idején a közélelmezési minisztériumban kezdte. 1919–1921-ben mint a miskolci gabonakormánybiztosság egyik vezetője az ózdi és diósgyőri nehézipar, a borsodi szénbányák, a kormánybiztossághoz tartozó hat megye gabonaellátását irányította. 1922-ben a Pénzintézeti Központ szolgálatába lépett, ahol 1931-ben igazgatóhelyettesi minőségben a gazdasági statisztikai osztály vezetésével bízták meg. Tíz éven át szerkesztette a Pénzintézeti Központ kiadványait, illetve a Közgazdasági enciklopédia szerkesztője volt. 1934-től az Athenaeum és Az Est Lapok vezérigazgatója volt.
Házastársa Vajda Ilona, lánya Vadnai Zsuzsa volt.

## Főbb művei
- A kenyér problémája (Budapest, 1921)
- A föld hozama és a földadó (Budapest, 1922)
- A kötött gazdálkodás eredményei (Budapest, 1922)
- A háborús gazdálkodás története (Budapest, 1923)
- A magyar föld- és házvagyon értéke (Budapest, 1924)
- A magyar mezőgazdasági termelés értéke (Budapest, 1925)
- A pénzintézetek fejlődése a mai Magyarországon (Budapest, 1926)
- A világháború gazdasági okai (Budapest, 1926)
- Magyarország közgazdasága és pénzügyei. 1929–1932.